# KGP-9
KGP-9 là loại súng tiểu liên được sử dụng bởi quân đội Hungary và các nhân viên canh tù. Nó hoạt động bằng cơ chế lên đạn bằng phản lực bắn cơ bản, sử dụng loại đạn 9mm Parabellum rất phổ biến và thoi nạp đạn mở. Nó được lắp ráp từ các linh kiện thép ép và gia cố bằng các vật liệu đúc. KGP-9 bắn bằng cơ chế búa và kim điểm hỏa ở trong khoang chứa đạn và có thể đạt tới tốc độ bắn 900 viên/phút.
Điều đáng chú ý của loại súng này là nòng súng cơ bản của nó có thể tháo ra và thay bằng nòng dài hơn, biến loại súng này thành loại súng trường nhỏ với tầm bắn xa hơn súng tiểu liên. Loại súng này có mẫu dành cho dân thường nhưng chỉ có chế độ bắn bán tự động.